# Lena Mattsson
Lena Annette Mattsson, född 21 september 1966 i Kungshamn, är en svensk konstnär.

## Biografi
Mattsson utbildade sig på KV konstskola i Göteborg 1983–1985 och på Malmö Målarskola Forum 1985–1991 (nuvarande konsthögskolan i Malmö). Mattsson arbetar först och främst med videokonst och performance men startade sin karriär som målare. Hennes arbeten har tydliga referenser till konst- och filmvärlden. 
Dessa arbeten har visats på separatutställningar på Moderna Museet i Malmö, Malmö Konsthall och Nordiska akvarellmuseet i Skärhamn. De har också visats på många ställen runt om i världen på olika filmvisningar och grupputställningar såsom på Louisiana Museum of Modern Art i Danmark, Stedelijk Museum Amsterdam, Nederländerna. Mattsson är representerad vid bland annat Nordiska Akvarellmuseet, Museum of New Zealand Te Papa Tongarewa, Imago Mundi Luciano Benetton Collection, Malmö Konstmuseum, Ystads konstmuseum med mera.
Mattsson har under många år konstnärligt dokumenterat och filmat Bo Cavefors, vilket bland annat resulterat i flera filmversioner av hennes verk: I betraktarens öga (2014), Den kulturelle onanisten (2015) och In the Shadow of Truth (2017).
Konstnärerna och curatorerna Ola Åstrand och Lena Mattsson har curaterat utställningen GENERATION - En spegling av 1990-talets konstscen och Kultur under Covid-19 - en mobilfilmsserie på Borås Konstmuseum 2020.

### Separatutställningar, i urval
- On the Far Side of Loneliness av Lena Mattsson, Malmö Konstmuseum, Malmö, Sverige
- A Small Fairytale av Lena Mattsson, Malmö Konsthall, Malmö, Sverige[29][30][31]
- Beyond the Surface av Lena Mattsson, Nordiska akvarellmuseet, Skärhamn. Sverige[4][32]
- I betraktarens öga "In The Eye Of The Beholder" av Lena Mattsson, Moderna museet Malmö, Sverige[33][4][34][35][36][37]
- When Hades burst with blooms av Lena Mattsson, Molekyl Gallery, Malmö, Sverige[34]

### Filmfestivaler och olika grupputställningar, i urval
- Louisiana-Udstillingen 1997. Ny kunst fra Danmark og Skåne, Louisiana Museum of Modern Art, Danmark[7][38]
- Imago Mundi - Luciano Benetton Collection "Map of the New Art" Fondazione Giorgione Cini, Venice, Italien[39]
- RUM - Göteborgs Filmfestival, Göteborgs Konsthall[40]
- Malmö Brinner, Moderna museet Malmö[41][42][43][44][45][46][46][47][48]
- Biograf Panora Malmö[49]

### Priser och utmärkelser, i urval
- 1998 - Edstrandska stiftelsens stipendium[50]
- 2006, 2011 - Konstnärsnämndens arbetsstipendium[51]